# Ingyo
Keizer Ingyō (允恭天皇, Ingyō-tennō) was de negentiende keizer van Japan, volgens de traditionele opvolgingsvolgorde.
Er zijn geen concrete data bekend over zijn geboorte, regeerperiode en dood. Vermoedelijk is hij in het jaar 376 geboren, en regeerde hij van 411 tot aan zijn dood in 453.
Volgens Kojiki en Nihonshoki was Ingyō de vierde zoon van keizer Nintoku, en daarmee de derde van diens zonen die keizer werd (de vorige twee waren Richu en Hanzei). Zijn keizerin was Oshisaka no Ōnakatsu no Hime. Samen kregen ze vijf zonen en vier dochters, waaronder Anko en Yuyaku.
Ingyō reorganiseerde het systeem van familie- en clannamen, daar veel van hen zichzelf valse namen gaven van hogerangsfamilies en clans.

## Kinderen
- Prins Kinashi no Karu (木梨軽皇子)
- Prinses Nagata no Ōiratsume (名形大娘皇女)
- Prins Sakai no kurohiko (境黒彦皇子) (?-456)
- Prins Anaho (穴穂皇子) (Emperor Ankō) (401?-456)
- Prinses Karu no Ōiratsume (軽大娘皇女)
- Prins Yatsuri no shirahiko (八釣白彦皇子) (?-456)
- Prins Ōhatuse no Wakatakeru (大泊瀬稚武皇子) (Emperor Yūryaku) (418-479)
- Prinses Tajima no Tachibana no Ōiratsume (但馬橘大娘皇女)
- Prinses Sakami (酒見皇女)

## Gebeurtenissen tijdens Ingyō's regeerperiode
De oudste gedocumenteerde aardbeving in Japan vond plaats in 416. Deze aardbeving verwoestte het keizerlijk paleis in Kioto.
Wetenschappers identificeren Ingyō tegenwoordig met Koning Sai uit het Boek van de Song.
Volgens de Nihonshoki viel het nieuws over Ingyō’s dood zwaar bij het Koreaanse koninkrijk Silla. Dit rijk bood Japan na Ingyō’s 80 muzikanten aan om de ziel van Ingyō rust te helpen vinden.
Ingyō ligt begraven op een keizerlijke begraafplaats genaamd Keizer Ingyō's misasagi (恵我長野北陵,, Eganonagano no kita no misasagi), in Fujiidera.
* Regent Jingu staat niet op de traditionele lijst.